# Parque nacional de Kinmen
El Parque nacional de Kinmen (en chino: 金門國家公園) es un parque nacional en las islas de Gran Kinmen y Kinmen menor, administrativamente parte del Condado de Kinmen, República de China (Taiwán). El Parque Nacional Kinmen incluye cinco áreas, que son la montaña Taiwu, Kuningtou, Gugang, la colina Mashan y Lieyu. El espacio protegido tiene una superficie de 35,29 km² o alrededor de una cuarta parte del área del Condado de Kinmen.
El parque fue establecido formalmente el 18 de octubre de 1995.
Incluye cuatro sectores:
- Zona peatonal
- Área de preservación histórica
- Área recreativa
- Zona general restringida